# Rhodinia jankowskii
Rhodinia jankowskii är en fjärilsart som beskrevs av Charles Oberthür 1881. Rhodinia jankowskii ingår i släktet Rhodinia och familjen påfågelsspinnare. Inga underarter finns listade.